# 歯舞村
歯舞村（はぼまいむら）は、北海道東部の根室半島先端部と歯舞群島を村域とし、花咲郡を構成していた村。
1897年（明治30年）に発足。1915年（大正4年）に婦羅理村、沖根辺村、沖根婦村、友知村、珸瑤瑁村の5村を合併して、二級町村となった。
この際、珸瑤瑁村に属していた珸瑤瑁諸島も歯舞村の一部となり、以後「歯舞群島」と呼ばれるようになった。
1945年（昭和20年）9月3日、ソ連軍が侵攻。水晶島などの歯舞群島に居住していた住民が離島し、北海道本土に上陸。以降群島部分99.94 km2に行政権が及ばなくなった。
その後1959年（昭和34年）に根室市と合併し、消滅した。主な産業は漁業で、コンブの採集などが活発に行われていた。

## 沿革
- 1897年（明治30年）11月5日 - 北海道に町村制導入。歯舞村他各村が成立。
- 1900年（明治33年） - 戸長役場を友知村に設置し、友知以下6ヶ村を区域とする。
- 1901年（明治34年）7月1日 - 友知村の分割（一部が根室町へ）に伴い、戸長役場を歯舞村に移し、歯舞村など5ヶ村戸長役場とする。
- 1915年（大正4年）4月1日 - 6ヶ村合併によって北海道二級町村制施行施行。
- 1943年（昭和18年）6月1日 - 二級町村から指定町村となる。
- 1945年（昭和20年）9月2日 - 5日 - 村の面積の約60%、人口の約65%が居住していた[3]歯舞群島を、ソ連軍が侵攻し占領。村役場は根室半島側にあったために接収を免れるが、実際の行政権の範囲が同半島側のみになった。
- 1946年（昭和21年）10月5日 - 指定町村制が廃止される。
- 1947年（昭和22年）5月3日 - 地方自治法の施行により北海道根室支庁の管轄となる。
- 1955年（昭和30年）9月1日 - 所属未定の公有水面埋立地614.517坪を編入[4]。
- 1958年（昭和33年）8月1日 - 所属未定の公有水面埋立地947 m2を編入[5]。
- 1959年（昭和34年）
  - 3月31日 - 廃村式を挙行[6]。
  - 4月1日 - 根室市に編入され、廃止[2]。

## 行政

### 歴代村長[7]
- 藤惣治：1915年5月 - 1916年1月
- 菅原直次郎：1916年3月 - 1919年7月
- 萬清治：1919年9（10?）月 - 1922年4月
- 真山丑三郎：1922年5月 - 1924年9月
- 大山久五郎：1924年9月 - 1928年4月
- 服部安信：1928年4月 - 1929年5月
- 吉田慶太郎：1929年5月 - 1930年6月
- 石井良三：1930年6月 - 1932年4月
- 大澤敏雄：1932年4月 - 1933年4月
- 廣瀬圓蔵：1933年4月 - 1945年4月
- 高薄豊次郎：1945年4月 - 1946年11月
- 川島千代吉：1947年4月5日 - 1957年10月8日
- 竹村孝太郎：1957年10月8日 - 1959年4月1日

## 港湾
- 沖根婦漁港
- 温根元漁港
- 珸瑤瑁漁港（第1種）[8]
- トーサムポロ漁港
- 友知漁港
- 歯舞漁港（第4種）[9]

以下はソ連軍駐留前まで行政権が及んでいた港湾。
- 秋味場港（水晶島）
- 相泊港（志発島）
- 古別港（多楽島）
- 台場港（志発島）
- トコマ港（勇留島）
- 茂尻消港（水晶島）
- 税庫と呼ばれる港が水晶島・秋勇留島・勇留島・志発島に存在した。

## 交通

### 鉄道
- 根室拓殖鉄道（1929年（昭和4年）10月16日 - ）
  - 友知駅 - 沖根婦駅 - 婦羅理駅 - 歯舞駅
村廃止後の1959年（昭和34年）6月20日に廃止された。

## 産業

### 漁協
- 歯舞農業協同組合 - 合併後の1964年（昭和39年）まで存続。その後根室農業協同組合
- 歯舞漁業協同組合 - 合併後も存続

## 郵政
根室市編入合併まで、村内には珸瑤瑁郵便局が無集配特定郵便局として、歯舞郵便局が集配特定郵便局として存在した。それらは、合併後も存続している。
1945年（昭和20年）までは以下の郵便局が存在した（いずれも島嶼部）。相泊のみ無集配特定郵便局で、他は集配特定郵便局であった。
| 局記号 | 局名 |
| ------ | ---- |
| 根う   | 志発 |
| 根ゐ   | 多楽 |
| 根お   | 水晶 |
| 根や   | 勇留 |
| 根こ   | 相泊 |

## 隣接していた自治体
- 根室支庁 : 根室市（1957年（昭和32年）まで根室町）